# Beljina (Barajevo)
Pour les articles homonymes, voir Beljina.
Beljina (en serbe cyrillique : Бељина) est un village de Serbie situé dans la municipalité de Barajevo et sur le territoire de la ville de Belgrade. Selon des données du recensement de 2011, il compte 775 habitants,.

## Géographie

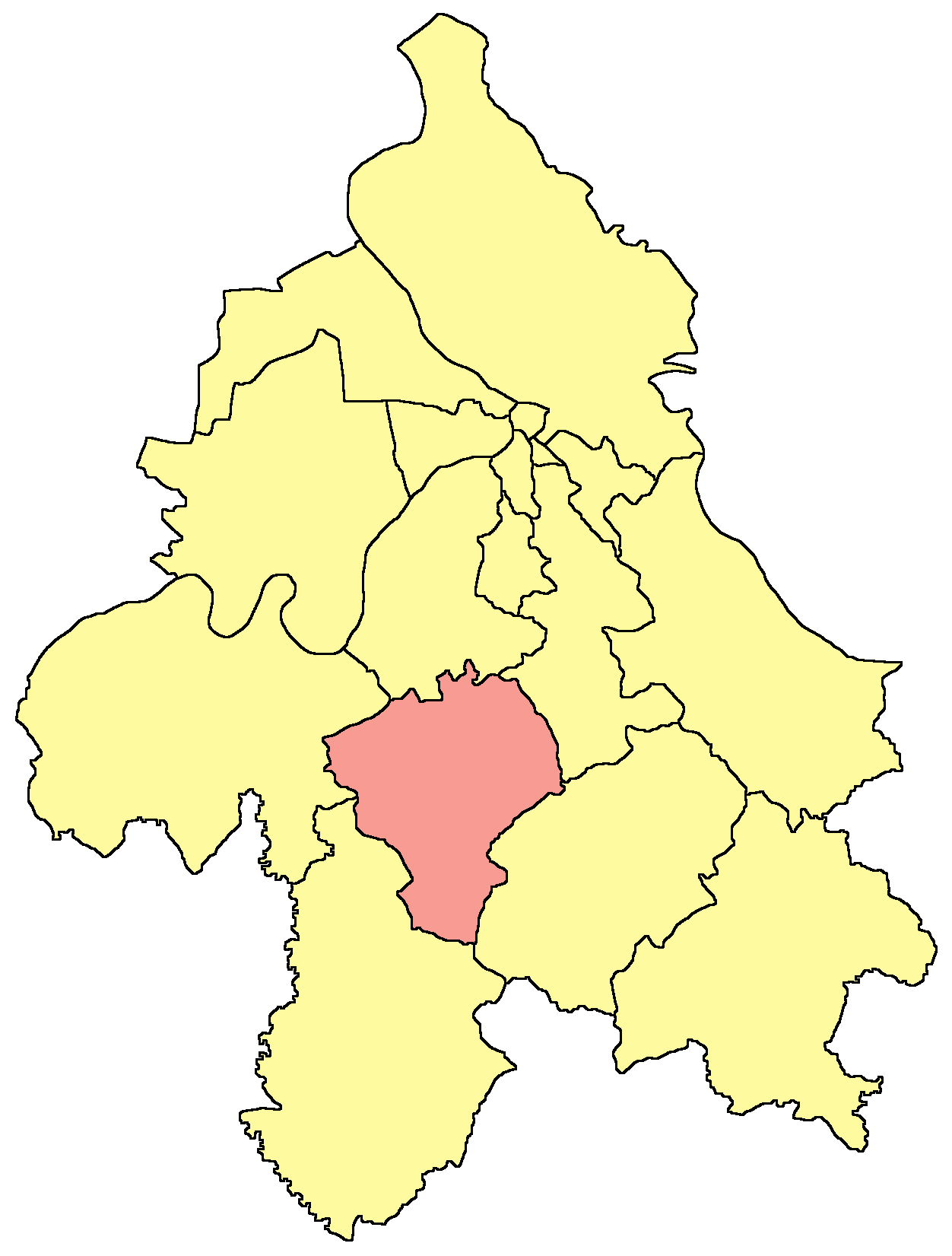
Localisation de la municipalité de Barajevo dans la ville de Belgrade

Beljina, dans les faubourgs de Belgrade, est une petite localité rurale, située sur le versant nord-est du mont Kosmaj. Le village se trouve à 12 km au sud de Barajevo, sur les bords de la rivière Beljanica, un affluent de la Kolubara.
Il est entouré par les localités suivantes :
|                         | Boždarevac       |               |
| Boždarevac Veliki Borak | Beljina          | Lisović Manić |
|                         | Arnajevo Rožanci |               |

## Histoire

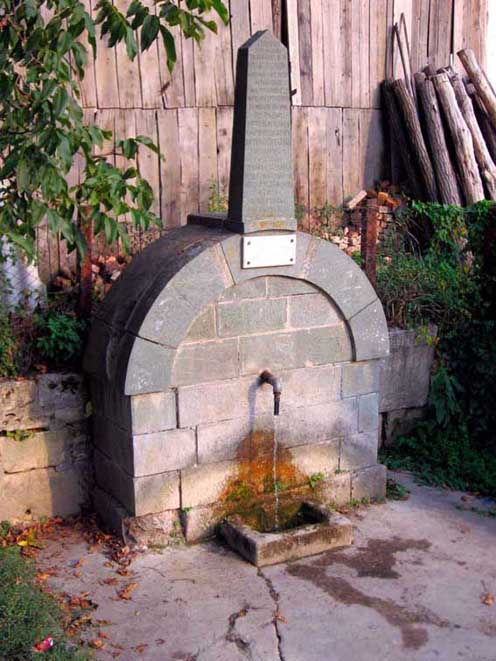
Une fontaine à Beljina

La rue principale de Beljina est une ancienne čaršija, une configuration urbanistique typique de l'époque ottomane dans les Balkans ; en raison de sa valeur, cet ensemble est classé  sur la liste des entités spatiales historico-culturelles protégées de la république de Serbie (n° d'identifiant PKIC 17).
L'église Saint-Michel, construite entre 1813 et 1819, elle aussi classée, figure sur la liste des monuments culturels protégés de la République (n° d'identifiant SK 1941),.
En 1956 fut créée la municipalité de Beljina, qui comprenait, outre Beljina elle-même, Arnajevo, Manić et Rožanci. Mais cette entité administrative fut dissoute dès 1957 et intégrée à la municipalité de Barajevo. 

## Démographie

### Évolution historique de la population
| 1948 | 1953 | 1961 | 1971 | 1981 | 1991 | 2002 | 2011 |
| ---- | ---- | ---- | ---- | ---- | ---- | ---- | ---- |
| 977  | 980  | 954  | 883  | 892  | 873  | 810  | 775, |

|  |

### Données de 2002
Pyramide des âges (2002)
En 2002, l'âge moyen de la population était de 43,3 ans pour les hommes et 46,5 ans pour les femmes.
Répartition de la population par nationalités (2002)
En 2002, les Serbes représentaient 98,02 % de la population.

### Données de 2011
En 2011, l'âge moyen de la population était de 46,2 ans, 45,1 ans pour les hommes et 47,2 ans pour les femmes.